# Maldivernas nationalbibliotek
Maldivernas nationalbibliotek (Qaumee Kuthubukhaanaa) grundades den 12 juli 1945, det är ett allmänt bibliotek samt landets nationalbibliotek.

## Historik
Biblioteket grundades som Statsbiblioteket av Ameer Mohamed Amin Didi, på den tiden chef för landets utbildningsdepartement. 1948 döptes det om till Majeedibiblioteket efter en av landets mest populära statsmän, Ameer Abdul Majeed Didi. Den 1 juni 1982 gjorde president Maumoon Abdul Gayoom det till nationalbibliotek.